# Lophocebus aterrimus
Lophocebus aterrimus är en primat i släktet Lophocebus och i familjen markattartade apor som förekommer i centrala Afrika. Det svenska trivialnamnet svarttofsmangab förekommer för arten.

## Utbredning och habitat
Arten förekommer i Kongo-Kinshasa och norra Angola. Habitatet utgörs av tropiska regnskogar och andra fuktiga skogar.

## Utseende
Lophocebus aterrimus når en kroppslängd (huvud och bål) av 45 till 65 cm och en svanslängd av 80 till 85 cm. Hannar blir 6 till 11 kg tunga medan honor når 4 till 7 kg. Arten har allmänt en svart pälsfärg, bara vid kinderna finns långa gråa hår. Kännetecknande är ett tofs på huvudet.

## Ekologi
Individerna är aktiva på dagen och vistas främst i träd. De går på fyra fötter över grenar. En eller några hannar bildar med flera honor och deras ungar en flock som har 11 till 20 medlemmar. Gruppens revir är 48 till 70 hektar stort. När honor är parningsberedd blir deras yttre könsorgan större och de får en rosa färg. Per kull föds ett enda ungdjur efter fem till sex månader dräktighet. Hannar lämnar sin ursprungliga flock när de blir könsmogna.
Födan utgörs främst av frukter och frön. Dessutom äter arten några blommor, nektar, bark och smådjur som insekter.

## Status och hot
Kronörnen (Stephanoaetus coronatus) är primatens största naturliga fiende. Lophocebus aterrimus jagas av människor för köttets skull och den hotas även av skogsavverkningar. IUCN listar arten som nära hotad (NT).